# NASCAR Thunder 2004
NASCAR Thunder 2004 is een videospel dat werd uitgegeven door EA Sports. Het spel kwam in 2003 uit voor de PlayStation, PlayStation 2, Windows en Xbox. Op de cover van het spel staat kampioen Tony Stewart. Het spel is voorzien van verschillende soundtracks. Het spel kan gespeeld worden in verschillende modi, zoals Career mode, Season mode, Lightning Challenge mode, SpeedZone en Turorial. In de tutorial komt Richard Petty voor. Het spel behoort tot de EA Sports Bio games en is compatible met andere EA Sports Bio games, zoals Madden NFL 2004 en NCAA Football 2004.

## Platforms
| Platform      | Jaar |
| ------------- | ---- |
| PlayStation   | 2003 |
| PlayStation 2 | 2003 |
| Windows       | 2003 |
| Xbox          | 2003 |

## Ontvangst
| Beoordeeld door             | Jaar | Platform      | Score |
| --------------------------- | ---- | ------------- | ----- |
| Lawrence                    | 2003 | Xbox          | 91%   |
| Lawrence                    | 2003 | PlayStation 2 | 91%   |
| GamePro (US)                | 2003 | PlayStation 2 | 90%   |
| IGN                         | 2003 | PlayStation 2 | 88%   |
| GameSpot                    | 2003 | PlayStation 2 | 88%   |
| Next Level Gaming           | 2003 | PlayStation 2 | 88%   |
| Next Level Gaming           | 2003 | Xbox          | 86%   |
| GameSpy                     | 2003 | Xbox          | 80%   |
| GameSpy                     | 2003 | PlayStation 2 | 80%   |
| Computer Gaming World (CGW) | 2004 | Windows       | 70%   |